# Колледж-Стейшен (Арканзас)
Колледж-Стейшен (англ. College Station, Arkansas) — статистически обособленная местность, расположенная в округе Пьюласки (штат Арканзас, США) с населением в 766 человек по статистическим данным переписи 2000 года.

## География
По данным Бюро переписи населения США статистически обособленная местность Колледж-Стейшен имеет общую площадь в 2,85 квадратных километров, водных ресурсов в черте населённого пункта не имеется.
Статистически обособленная местность Колледж-Стейшен расположена на высоте 97 метров над уровнем моря.

## Демография
По данным переписи населения 2000 года в Колледж-Стейшен проживало 766 человек, 171 семья, насчитывалось 260 домашних хозяйств и 309 жилых домов. Средняя плотность населения составляла около 264,1 человек на один квадратный километр. Расовый состав Колледж-Стейшен по данным переписи распределился следующим образом: 5,48 % белых, 91,78 % — чёрных или афроамериканцев, 0,13 % — коренных американцев, 0,78 % — азиатов, 1,83 % — представителей смешанных рас.
Испаноговорящие составили 0,78 % от всех жителей статистически обособленной местности.
Из 260 домашних хозяйств в 23,1 % — воспитывали детей в возрасте до 18 лет, 26,5 % представляли собой совместно проживающие супружеские пары, в 32,7 % семей женщины проживали без мужей, 34,2 % не имели семей. 30,8 % от общего числа семей на момент переписи жили самостоятельно, при этом 10,4 % составили одинокие пожилые люди в возрасте 65 лет и старше. Средний размер домашнего хозяйства составил 2,67 человек, а средний размер семьи — 3,43 человек.
Население статистически обособленной местности по возрастному диапазону по данным переписи 2000 года распределилось следующим образом: 23,9 % — жители младше 18 лет, 10,1 % — между 18 и 24 годами, 22,8 % — от 25 до 44 лет, 24,9 % — от 45 до 64 лет и 18,3 % — в возрасте 65 лет и старше. Средний возраст жителей составил 40 лет. На каждые 100 женщин в Колледж-Стейшен приходилось 95,4 мужчин, при этом на каждые сто женщин 18 лет и старше приходилось 87,5 мужчин также старше 18 лет.
Средний доход на одно домашнее хозяйство в статистически обособленной местности составил 14 191 доллар США, а средний доход на одну семью — 14 464 доллара. При этом мужчины имели средний доход в 25 893 доллара США в год против 17 000 долларов среднегодового дохода у женщин. Доход на душу населения в статистически обособленной местности составил 9498 долларов в год. 60,2 % от всего числа семей в округе и 53,1 % от всей численности населения находилось на момент переписи населения за чертой бедности, при этом 76,3 % из них были моложе 18 лет и 28,3 % — в возрасте 65 лет и старше.